# Stående Kalkun
Stående Kalkun (engelsk: Standing Turkey; fødsels- og dødsår ukendt) også kendt som Kanakatuko var cherokeserstammens fjerde officielle overhøvding. Han afløste sin onkel, Old Hop efter dennes død i 1760. Cherokeserne anvendte på det tidspunkt et matrilineart system, hvor et barns nærmeste mandlige slægtning, var moderens bror, mens en far slet ikke blev anset for at være beslægtet med sine egne børn.
Stående Kalkun var som sin onkel pro-fransk, og dette forhold betød, at han førte stammen i krig mod de engelske kolonister i South Carolina og Virginia efter at disse havde dræbt en række høvdinge, som blev holdt som gidsler i Fort Prince George i South Carolina. Hans periode som overhøvding blev imidlertid kort, da han allerede i 1761 blev afsat til fordel for sin fætter, Attacullaculla, der i modsætning til Stående Kalkun, var engelskvenlig.
Efter at være blevet afsat var Stående Kalkun én af de tre cherokeserledere, som fulgte med kartografen Henry Timberlake til England i 1762 og han vendte tilbage til Amerika i 1763. De to øvrige var Ostenaco og Pidegon.
I 1782 var han leder af en gruppe cherokesere, som sluttede sig til repræsentanter for Lenape, Shawnee og Chickasaw stammerne under en diplomatisk mission til det spanske fort ved Saint Louis, Missouri. På dette tidspunkt var stammerne i krig med amerikanske nybyggere i Ohio dalen, og ville gerne skaffe sig våben og anden assistance fra spanierne, der også var USA’s fjende. Besøget endte med at den gruppe cherokesere, som Stående Kalkun var anfører for søgte om, og fik tilladelse til at slå sig ned i Spansk Louisiana i området omkring White River, Indiana.